# 長岡三重子
長岡 三重子（ながおか みえこ、1914年〈大正3年〉7月31日 - 2021年〈令和3年〉1月19日）は、日本の女子水泳選手、実業家、能楽師。

## 来歴
1914年7月31日、山口県徳山市（現在の周南市）で、商家の7人兄弟の次女として生まれる。勉強熱心な家庭で山口県立徳山高等女学校（現在の山口県立徳山高等学校）に進学。同校を卒業したのち、1938年（昭和13年）、23歳の時に長岡守治と結婚し、藁工品の卸問屋「田布施長岡本店」に嫁ぐ。その後、守治との間に2人の子（二男）を授かり、専業主婦として一家を支え続けた。
1968年（昭和43年）、夫・守治が56歳で死去。53歳で家業を継ぐこととなったが、当時藁工品から化学製品への移行期で藁工品は斜陽になりつつあった。そんな折、鉄鋼の高炉の保温材として需要が高まりつつあった「籾殻」に目をつけ、籾殻の卸売りを始めたところ成功し、年商は1億円にものぼった。
経営状況が安定し、経済的に余裕が出来た頃、地元の呉服店から能楽を始めるよう勧められ、55歳で観世流の下川正謡会に弟子入りし、重要無形文化財保有者である下川宣長から指南を受ける。長岡の熱心さは下川の弟子の中でも指折りだったが、下川の熱血指導は扇子が飛んでくる程の迫力で、師匠の言われたことが出来ない悔しさから、東京に住む長男に「もうやれん！」と嘆くこともあった。
その後、地道に謡、仕舞、舞囃子を習熟し、67歳の時に初めて能面をつけて「羽衣」を舞った。その後も年に1回、能の舞台に立ち続け、国立能楽堂や大江能楽堂などで演じた。
80歳の時、膝に水が溜まって能の稽古が出来なくなってしまい、マスターズ水泳の競技者である長男・宏行からの勧めで水泳を始める。始めた当初は能楽同様素人で、25メートル泳げるまで1年を要した。息継ぎが苦手だったため、泳法は我流の背泳ぎだった。始めてから2年ほどで稽古に支障が出ないくらいに膝の不調が回復したが、長男のアドバイスもあって水泳を続け、84歳の時に日本マスターズ水泳大会に出場。翌年85歳の時に出場した大会では5本の日本新記録を樹立した。
87歳の時、舞囃子の全国大会出場のために「鷺」の稽古をしていた際に「笛の音が聞こえづらい」と、当時長岡を教えていた大江観正社の七代目大江又三郎に訴えたところ、大江は「水泳で耳を痛めたかもしれません。水泳をやめないと笛が聞こえなくなりますよ」と助言した。すると長岡は「先生、水泳は絶対にやめません。水泳をやめるんだったら舞囃子をやめます」と断言し、2001年（平成13年）に「鷺みだれ」の奥伝を演じたのを最後に能を引退した。
その後、数々の世界マスターズ水泳選手権に出場し、88歳で初めて出場したニュージーランド大会で銅メダル、90歳で出場したイタリア大会で3つの銀メダルを獲得。91歳からは柳井スイミングスクールに通い、澤田真太郎コーチに金メダルを取れるまで個人レッスンで教えてもらうよう懇願し、初めは体力を心配し、躊躇していた澤田だったが、長岡の熱意に押されて引き受けた。
翌年92歳で出場したサンフランシスコ大会で念願の金メダルを獲得。これまで背泳ぎの種目のみ出場していたが、95歳から参加した95〜99歳区分では日本マスターズ水泳協会から背泳ぎでの自由形出場を勧められた。また、95歳からは「股関節への負担が大きい」という周囲の心配をよそに、平泳ぎにも挑戦した。また、100歳で出場した日本マスターズ水泳大会では短水路（25メートル）1500メートル自由形を100歳〜104歳の部で世界初の完泳を果たす。同年、日本スポーツグランプリを受賞し、その表彰式で天皇と会話するも、その際、耳が遠かったため天皇の声が聞き取れず、天皇自らが長岡に近寄り話しかける一幕があった。
2019年、国際水泳連盟公認の国内大会の最高齢出場記録を更新。同年秋に「日本マスターズ水泳選手権大会」に出場し、新設された女子50メートル背泳ぎ（105歳〜109歳の部）に挑んだが、途中で棄権。同大会をもって競技から引退した。水泳で、合計18個の世界記録を樹立した。
引退後も週に4回から6回は柳井スイミングスクールに通い、水中歩行を継続していたが、2021年1月15日にプールで歩行したのを最後に急激に体調を崩し、同月19日午前8時47分、山口県熊毛郡田布施町の病院で急性呼吸不全のため死去。106歳没。

## 保持記録

### 世界記録
| 泳法   | 距離  | 水路   | 年齢区分     | 記録       | 樹立年 |
| ------ | ----- | ------ | ------------ | ---------- | ------ |
| 自由形 | 50m   | 長水路 | 100歳〜104歳 | 1分41秒88  | 2014年 |
| 自由形 | 100m  | 長水路 | 100歳〜104歳 | 3分45秒85  | 2014年 |
| 自由形 | 200m  | 長水路 | 100歳〜104歳 | 7分48秒76  | 2014年 |
| 自由形 | 400m  | 長水路 | 100歳〜104歳 | 16分36秒80 | 2014年 |
| 自由形 | 800m  | 長水路 | 100歳〜104歳 | 38分04秒30 | 2014年 |
| 自由形 | 1500m | 長水路 | 100歳〜104歳 | 74分08秒73 | 2014年 |
| 背泳ぎ | 50m   | 長水路 | 100歳〜104歳 | 1分33秒89  | 2014年 |
| 背泳ぎ | 100m  | 長水路 | 100歳〜104歳 | 3分39秒81  | 2014年 |
| 背泳ぎ | 200m  | 長水路 | 100歳〜104歳 | 8分05秒64  | 2014年 |
| 自由形 | 50m   | 短水路 | 100歳〜104歳 | 1分34秒12  | 2014年 |
| 自由形 | 100m  | 短水路 | 100歳〜104歳 | 3分30秒49  | 2014年 |
| 自由形 | 200m  | 短水路 | 100歳〜104歳 | 7分27秒89  | 2014年 |
| 自由形 | 400m  | 短水路 | 100歳〜104歳 | 16分40秒10 | 2014年 |
| 自由形 | 800m  | 短水路 | 100歳〜104歳 | 36分51秒23 | 2014年 |
| 自由形 | 1500m | 短水路 | 100歳〜104歳 | 75分54秒39 | 2015年 |
| 背泳ぎ | 50m   | 短水路 | 100歳〜104歳 | 1分38秒71  | 2014年 |
| 背泳ぎ | 100m  | 短水路 | 100歳〜104歳 | 3分42秒81  | 2014年 |
| 背泳ぎ | 200m  | 短水路 | 100歳〜104歳 | 7分40秒01  | 2014年 |

2020年10月31日時点。国際水泳連盟では短水路25mは記録対象外。

### 日本記録
| 泳法   | 距離  | 水路   | 年齢区分     | 記録       | 樹立年 |
| ------ | ----- | ------ | ------------ | ---------- | ------ |
| 自由形 | 400m  | 長水路 | 95歳〜99歳   | 13分52秒13 | 2011年 |
| 自由形 | 800m  | 長水路 | 95歳〜99歳   | 29分29秒02 | 2010年 |
| 自由形 | 1500m | 長水路 | 95歳〜99歳   | 54分09秒81 | 2011年 |
| 背泳ぎ | 200m  | 長水路 | 95歳〜99歳   | 6分29秒99  | 2010年 |
| 自由形 | 25m   | 短水路 | 100歳〜104歳 | 42秒69     | 2014年 |
| 自由形 | 100m  | 短水路 | 95歳〜99歳   | 2分59秒01  | 2010年 |
| 自由形 | 200m  | 短水路 | 95歳〜99歳   | 6分17秒47  | 2009年 |
| 自由形 | 400m  | 短水路 | 95歳〜99歳   | 13分05秒10 | 2010年 |
| 自由形 | 800m  | 短水路 | 95歳〜99歳   | 27分58秒70 | 2010年 |
| 自由形 | 1500m | 短水路 | 95歳〜99歳   | 55分14秒66 | 2011年 |
| 背泳ぎ | 25m   | 短水路 | 100歳〜104歳 | 46秒20     | 2014年 |
| 背泳ぎ | 50m   | 短水路 | 95歳〜99歳   | 1分20秒28  | 2010年 |
| 背泳ぎ | 100m  | 短水路 | 95歳〜99歳   | 2分55秒44  | 2009年 |
| 背泳ぎ | 200m  | 短水路 | 95歳〜99歳   | 6分24秒50  | 2009年 |
| 平泳ぎ | 25m   | 短水路 | 95歳〜99歳   | 55秒92     | 2012年 |
| 平泳ぎ | 25m   | 短水路 | 100歳〜104歳 | 1分13秒61  | 2014年 |

2021年1月1日時点。世界記録と重複しているものを除く。

## 著書
- 私は、100歳世界最高の現役スイマー（2014年、光文社）、ISBN 978-4-3349-7792-4

## DVD
- 歩み続けるひとびと［気と骨］スペシャル・長岡三重子さん（2016年、倫理研究所）